# Валькининкай
Валькининкай (лит. Valkininkai; пол. Olkieniki, Олькеники) — местечко в Варенском районе Алитусского уезда Литвы, центр Валькининкского староства площадью 15604 га с 17 деревнями и 1945 жителями.. Располагается в 26 км от Варены, на равном расстоянии в 55 км от Вильнюса и Алитуса при перекрёстке автомагистрали А4 Вильнюс — Варена — Гродно и шоссе Варена — Матуйзос — Валькининкай, при впадении рек Шальчя и Гялужа в Мяркис.

## Общая характеристика
В центре местечка несколько небольших кварталов, на пересечении четырёх главных улиц — площадь неправильной формы. В старой части города преобладают деревянные одноэтажные дома конца XIX — первой половины XX века. Имеются ясли-сад „Aguonėlė“, библиотека, почтовое отделение. Костёл Посещения Пресвятой Девы Марии (возведён в 1823—1837 годах, в 1898 году расширен) с 5 деревянными барочными статуями (XVIII век), колоколом (отлит в 1867 году), ценными картинами второй половины XVIII века — XIX века.
К западу от Валькининкай располагается населённый пункт Науйейи-Валькининкай, по населению превосходящее Валькининкай (вырос при сооружении железной дороги Вильнюс — Гродно).

## История

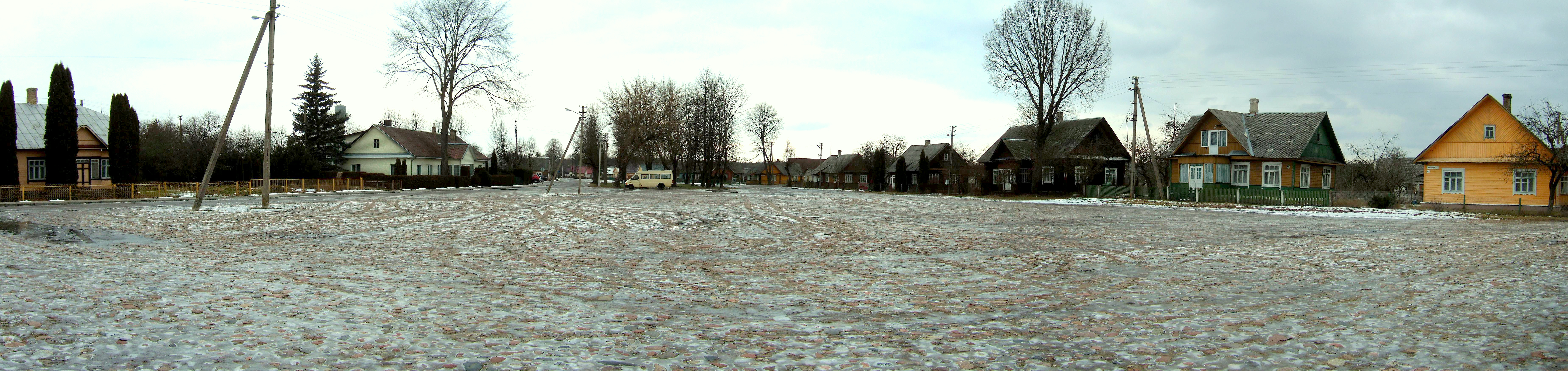
Площадь

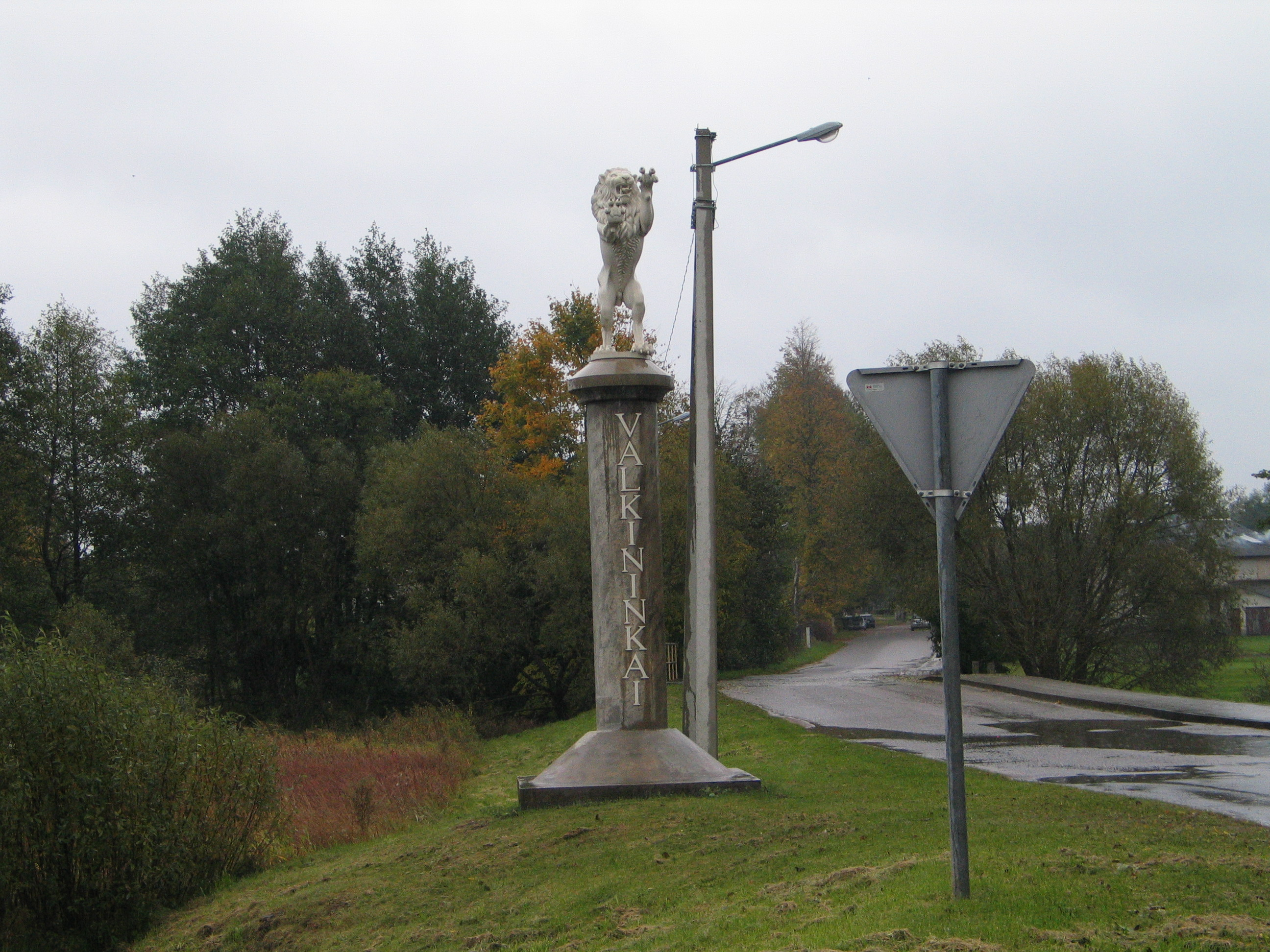
Геральдический лев на въезде

Поселение известно с XIV века. Здесь находился охотничий замок великих князей литовских. В источниках 1418 годом датируются первые упоминания поместья и местечка (в 1418 году великий князь Витовт подарил именованное местечком поселение вместе с поместьем своей второй жене Ульяне Гольшанской). В 1503 году упоминается как волость, в 1516 году — город. В 1571 году (или 1581 году) получил магдебургские права. В 1792 году король польский и великий князь литовский Станислав Август Понятовский повторно предоставил права города и герб.
В начале XVI века учреждён приход. В 1529—1567 годах упоминается в списках непривилегированных городах Великого княжества Литовского. В 1551 году основана мастерская по производству огнестрельного оружия, в 1655 году она была упразднена. В 1608 или 1609 году основан францисканский монастырь, закрытый в 1832 году и в 1839 году приспособленный под казармы; в 1941—1944 годах в зданиях бывшего монастыря был лагерь военнопленных.
Олькеники сильно пострадали во время внутренних войн вельмож Великого княжества Литовского, боёв шведского и российского войск в 1706 году, французского нашествия 1812 года.
Со второй половины XVII века здесь начали селиться евреи. В XVIII веке построена деревянная синагога, перестроенная в 1801 году и сожжённая в 1941 году.
С 1777 года действовала приходская школа. В середине XIX века основана государственная приходская школа. В 1863 году местечко заняли повстанцы, в окрестностях его произошло столкновение с российскими войсками.
В 1884—1892 годах в местечке служил священник и книгоноша Сильвестрас Гимжаускас. В конце XIX века — первой половине XX века Валькининкай был центром волости. В 1920—1939 годах Валькиникай входил сначала в состав Срединной Литвы, затем, как и весь Виленский край, в составе польского государства.
27 сентября 1941 года по приказу нацистских оккупационных властей в Эйшишкес было расстреляно 105 еврейских семей из Валькининкая (около четырёхсот человек). В 1945—1946 годах в окрестностях местечка действовали антисоветские партизанские отряды „Geležinio vilko“, „Merkio rinktinės“. В советский период Валькининкай — центр апилинки, центральная усадьба колхоза.

## Герб
Эталон нынешнего герба создала художница Тайда Бальчюнайте, основываясь на данных привилегии Станислава Августа, в которой, помимо описания, имеется изображение, и записи в Литовской метрике. Геральдическая комиссия Литвы апробировала герб 11 февраля 1993 года. Нынешний герб представляет на красном геральдическом щите золотого льва, обращённого налево. Его зубы, когти и язык серебряные. Щит обрамляют две лавровые ветви с красными ягодами. 

## Население
В 1765 году было 272 жителя, в 1790 году — 949, в 1841 году — 1516, в 1897 году — 2619 (из них 1126 евреев), в 1919 году — 1244, в 1931 году — 1596, в 1959 году — 769, в 1970 году — 410, в 1979 году — 1082, в 1989 году — 264, в 2001 году — 238 жителей.